# Christoph Eucken
Christoph Eucken (* 6. April 1939 in Freiburg im Breisgau) ist ein deutsch-schweizerischer Altphilologe.

## Leben
Christoph Eucken, der Sohn des Ökonomen Walter Eucken und der Kulturphilosophin Edith Eucken-Erdsiek, studierte von 1957 bis 1968 an den Universitäten Freiburg, Wien, Hamburg, Zürich und München zuerst Nationalökonomie, später Geschichte, Deutsch, Latein und Griechisch auf Lehramt. Im Frühjahr 1968 wurde er im Fach Alte Geschichte mit der Dissertation Probleme der Vorgeschichte des zweiten punischen Krieges promoviert. Im Herbst 1968 legte er das Erste Staatsexamen in Latein und Griechisch ab, 1969 das Assessorexamen. Von 1969 bis 1970 war er Lehrer am Hellenstein-Gymnasium in Heidenheim an der Brenz. Von 1970 bis 1973 war er Assistent am Seminar für Alte Geschichte in Freiburg. 
Am 1. April 1974 ging er als Assistent ans Seminar für Klassische Philologie der Universität Bern, wo er 1979 Oberassistent wurde. Im Sommersemester 1980 erreichte er seine Habilitation mit der Schrift Isokrates. Seine Positionen in der Auseinandersetzung mit den zeitgenössischen Denkern. Von 1981 bis 1982 hielt er sich am Center for Hellenic Studies der Harvard University in Washington, D.C. 1984 wurde er in Bern zum Oberassistent-Lektor befördert, 1993 zum nebenamtlichen außerordentlichen Professor.
Eucken beschäftigt sich mit der griechischen Literatur, besonders mit den attischen Schriftstellern Platon, Isokrates, Antiphon von Rhamnus und Thukydides.

## Veröffentlichungen (Auswahl)
- Probleme der Vorgeschichte des zweiten Punischen Krieges. Dissertation Freiburg 1968.
- Isokrates. Seine Positionen in der Auseinandersetzung mit den zeitgenössischen Philosophen. de Gruyter, Berlin 1983, ISBN 3-11-008646-8.